# Eldstad

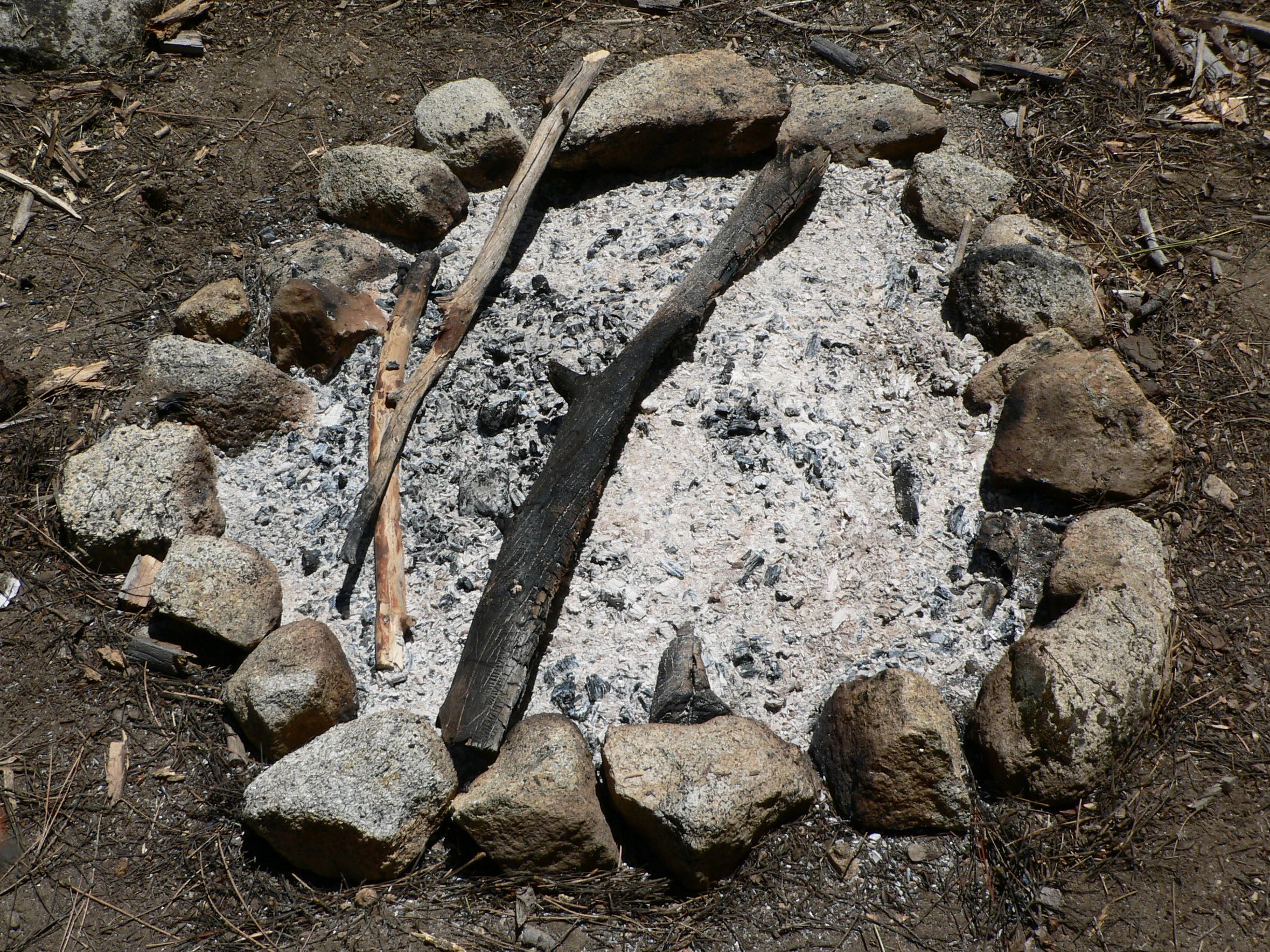
Enkel eldstad utomhus, avgränsad med stenar för att elden inte skall sprida sig.

En eldstad är en anläggning där kontrollerad eld kan göras upp för uppvärmning, matlagning och andra vardagliga sysslor.
Människan och hennes förfäder har byggt eldstäder i hundratusentals år. Eldstaden har senare utvecklats till den öppna spisen och ugnen. Värmepannan, till exempel pelletspanna, är en modern form av eldstad, med syfte att svara för uppvärmning och varmvattenproduktion.

## Bildgalleri

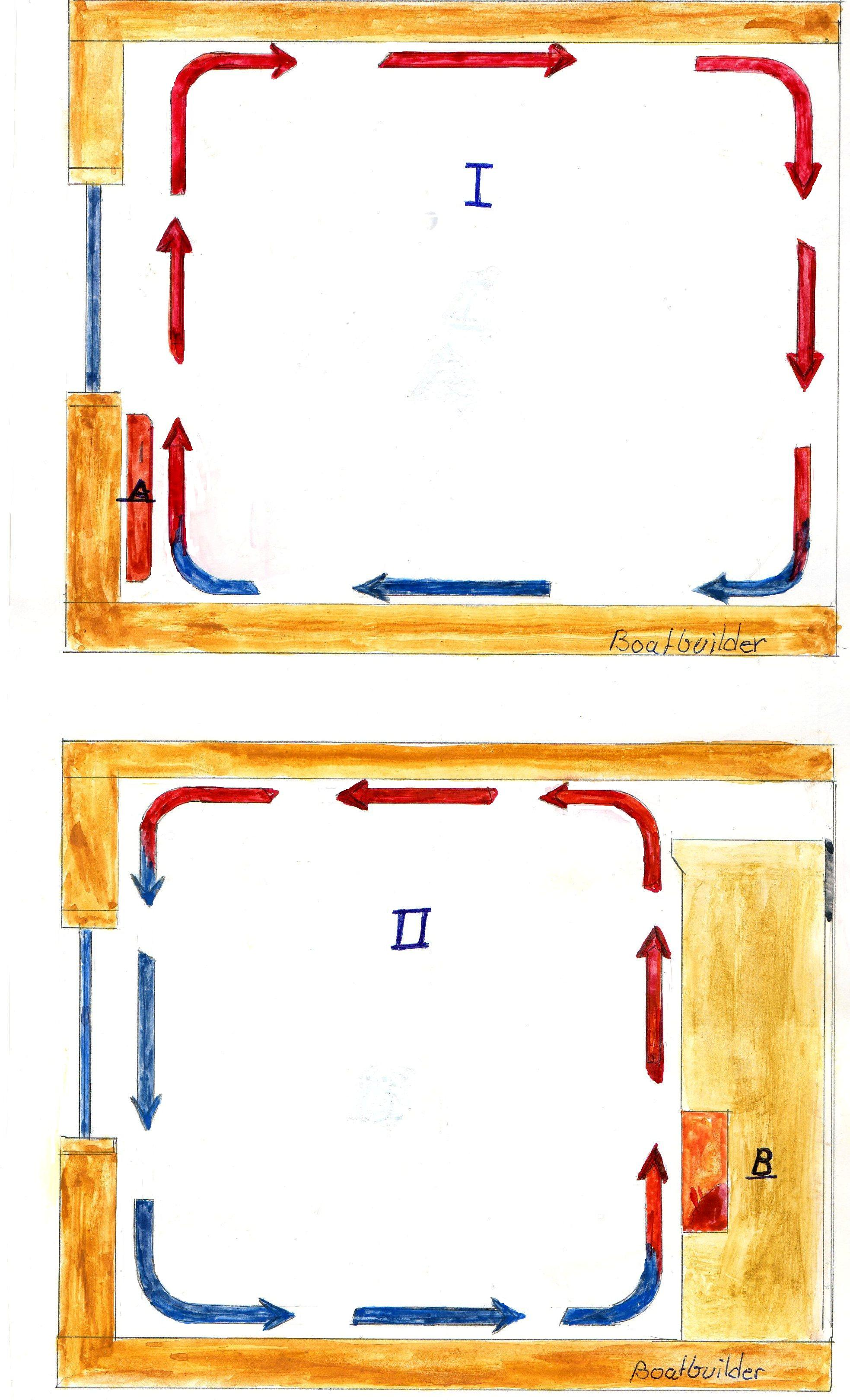
Konvektionsströmmar vid rumsuppvärmning. I) Radiator (A) mot yttervägg. II) Eldstad (B) mot innervägg och förstärkt kallras vid fönster
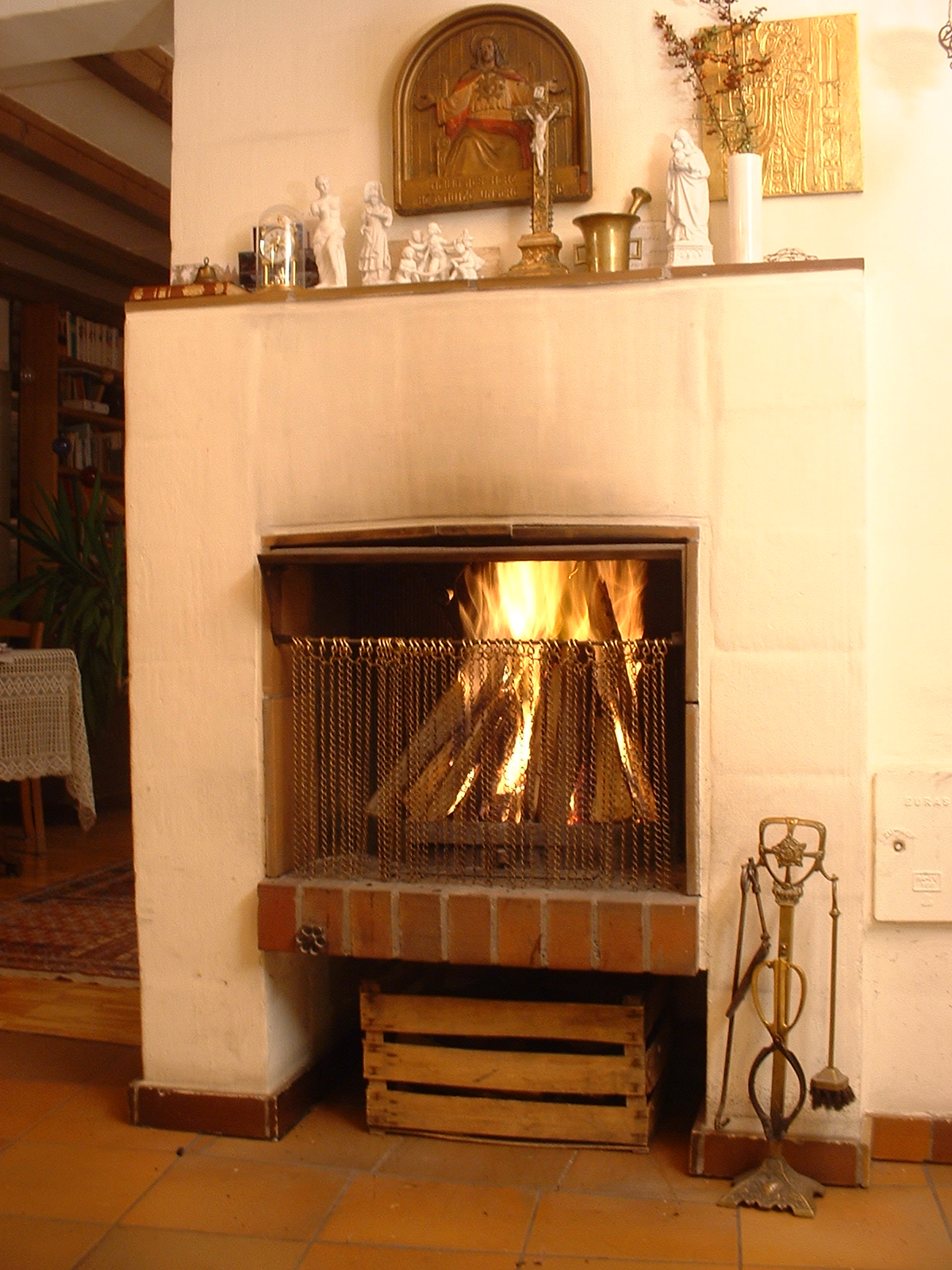
Öppen spis; eldstad inomhus.